# Cykl replikacyjny wirusa

Schemat cyklu życiowego bakteriofaga

Schemat cyklu życiowego wirusa grypy

Cykl replikacyjny wirusa, cykl życiowy wirusa – cyklicznie powtarzające się etapy aktywności wirusa, które prowadzą do powstania jego cząstek potomnych za pomocą opanowanego przez niego metabolizmu zainfekowanej komórki.
Cykl replikacyjny wirusa przebiega w następujących etapach:
1. adsorpcja – przyczepienie się wirusa do błony komórki poprzez swoiste receptory na jej powierzchni
2. penetracja – przedostanie się do wnętrza komórki i wprowadzenie do niej swojego kwasu nukleinowego (genomu)
3. replikacja – wykorzystanie maszynerii komórkowej do powielania wirusowego genomu i białek kapsydowych
4. składanie – składanie kopii kwasu nukleinowego i nowych białek kapsydu w potomne cząstki wirusowe (wiriony)
5. uwolnienie – uwolnienie namnożonych, potomnych wirusów; w przypadku wirusów z osłonką – przez pączkowanie, w przypadku bezosłonkowych – po rozpadzie komórki (lizie) lub poprzez egzocytozę[1]